# Leptognathia parelegana
Leptognathia parelegana är en kräftdjursart som beskrevs av Kudinova-pasternak 1970. Leptognathia parelegana ingår i släktet Leptognathia och familjen Leptognathiidae. Inga underarter finns listade i Catalogue of Life.